# Viaplay Group
Viaplay Group AB (tidligere Nordic Entertainment Group AB) er en svensk mediekoncern indenfor tv- og streaming målrettet de nordiske markeder. Selskabet blev etableret i 2018 da MTG fraskilte TV-, radio- og produktionsdelen til en selvstændig virksomhed.  28. marts 2019 blev selskabet børsnoteret på Stockholmsbörsen.